# José Manuel García Rodríguez
José Manuel García Rodríguez, conegut com a "Roxio" (Avilés, 21 de gener de 1951) va ser un ciclista espanyol, que fou professional entre 1976 i 1980. Va guanyar una etapa a la Volta a Catalunya de 1978 amb final a Manresa després d'una escapada de 175 km.

## Palmarès
- 1975
  - 1r al Trofeu Elola
- 1976
  - 1r al GP Caboalles de Abajo
- 1977
  - Vencedor d'una etapa de la Volta a Cantàbria
- 1978
  - Vencedor d'una etapa de la Volta a Catalunya
- 1979
  - Vencedor d'una etapa de la Volta a Astúries

### Resultats a la Volta a Espanya
- 1976. 27è de la classificació general
- 1977. 12è de la classificació general
- 1978. Abandona
- 1979. 56è de la classificació general
- 1980. Abandona